# Fran Vanderstukken
Fran Vanderstukken is een Belgisch jiujitsuka.

## Levensloop
Vanderstukken is afkomstig uit Zemst. Ze doctoreert aan de UGent en is werkzaam als kinesiste.
Op de wereldkampioenschappen van 2016 in het Poolse Wrocław en 2017 in het Colombiaanse Bogota behaalde ze goud in de gewichtsklasse -62kg van het ne waza. In 2015 in het Thaise Bangkok behaalde ze in deze discipline en gewichtsklasse brons. Op het WK van 2019 te Abu Dhabi behaalde ze zilver in de gewichtsklasse -57kg.